# Журули, Нугзар Борисович
Нугзар Борисович Журули (род. 27 марта 1940 года) — советский борец вольного стиля, спортивный судья и комментатор. Многократный призёр чемпионатов СССР, мастер спорта СССР международного класса.

Также является известным врачом — стоматолог-ортопед, доктор наук, профессор. Заслуженный врач Российской Федерации, заслуженный врач РСО-Алания.

## Биография
В раннем возрасте жил в Тбилиси, где занимался акробатикой и баскетболом. Позже вместе с семьёй переехал в Орджоникидзе (ныне — Владикавказ), где начал заниматься вольной борьбой.  В школе учился в одном классе с Юрием Гусовым.

О своей национальности сам Журули говорит так:

Везде, где бы ни находился, представляюсь как осетин. Мой отец — грузин, а мама — осетинка. Говорю на чистом осетинском языке, уважаю Грузию. 

### Спортивная карьера
- Чемпион РСФСР (1964, 1966), бронзовый призёр чемпионата РСФСР (1963).
- Победитель Тбилисского международного турнира (1970).
- Выступления на чемпионатах СССР:

Чемпионат СССР по вольной борьбе 1964 года — ;

Чемпионат СССР по вольной борьбе 1965 года — ;

Чемпионат СССР по вольной борьбе 1968 года — .

### Судейская карьера
Является председателем коллегии спортивных судей России. Судья международной категории (1975), арбитр международного класса. Единственный в Советском Союзе и России, которому довелось судить поединки борцов вольного стиля на пяти Олимпийских играх. На трех Олимпиадах был признан лучшим рефери. На различных чемпионатах, крупных турнирах был арбитром и главным судьёй. Обладатель высшей награды  «Золотой свисток», как лучший рефери Международной федерации борьбы (FILA) (ныне — Объединенный мир борбы (UWW).

Член исполкома Федерации спортивной борьбы России (ФСБР).

### Комментаторская карьера
Неоднократно выступал в качестве телевизионного комментатора соревнований по вольной и греко-римской борьбе на чемпионатах России, Европы, мира и Олимпийских играх.

### Медицинская карьера
В 1969 году окончил Московский медицинский стоматологический институт (ММСИ).

1969-1972 гг. – учёба в клинической ординатуре по специальности «Ортопедическая стоматология».

1972-1975 гг. — обучение в аспирантуре на кафедре госпитальной ортопедической стоматологии ММСИ. Затем был зачислен в штат кафедры на должность ассистента.

С 1977 г. по 1980 г. находился в загранкомандировке в Монголии.

С 1980 г. по 1989 г. – доцент кафедры.

С 1989 г. по 2015 г. — главный врач Клинического центра стоматологии МГМСУ. Имеет почетное звание «Заслуженный врач РФ».

Стаж работы по специальности более 40 лет.

## Семья
Супруга Фатима — врач-невропатолог, сын Георгий — доктор медицинских наук, профессор, заведующий кафедрой в Московском государственном медико-стоматологическом университете имени академика А. Евдокимова. Невестка Екатерина —  врач-стоматолог, аспирантка. Внук Владимир, внучка Мария.